# WWE Draft 2008
Il WWE Draft 2008 è stato un evento della World Wrestling Entertainment svoltosi nel corso della puntata di Raw del 23 giugno 2008. 
I lottatori di Raw, SmackDown e ECW hanno combattuto in una serie di match interbrand; il vincitore di ogni incontro permetteva allo show di appartenenza di ottenere una scelta casuale.

## Risultati
| Wrestler     | Passa a    | Proviene da | Match |
| ------------ | ---------- | ----------- | --- |
| Rey Mysterio | Raw        | SmackDown   | Triple H (Raw) ha sconfitto Mark Henry (SmackDown)                                                       |
| Jeff Hardy   | SmackDown  | Raw         | Finlay e Hornswoggle (SmackDown) hanno sconfitto Carlito e Santino Marella (Raw) in un tag team match    |
| CM Punk      | Raw        | ECW         | Cody Rhodes e Hardcore Holly (Raw) hanno sconfitto Bam Neely e Chavo Guerrero (ECW) in un tag team match |
| Matt Hardy   | ECW        | SmackDown!  | John Morrison e The Miz (ECW) hanno sconfitto Jeff Hardy e Matt Hardy (SmackDown) in un tag team match   |
| Jim Ross     | SmackDown! | Raw         | Melina e Mickie James (Raw) vs. Natalya e Victoria (SmackDown) è terminato in no contest                 |
| Michael Cole | Raw        | SmackDown!  | Melina e Mickie James (Raw) vs. Natalya e Victoria (SmackDown) è terminato in no contest                 |
| Batista      | Raw        | SmackDown!  | John Cena (Raw) ha sconfitto Edge (SmackDown) per count out                                              |
| Umaga        | SmackDown! | Raw         | MVP (SmackDown) ha sconfitto Tommy Dreamer (ECW)                                                         |
| Kane         | Raw        | ECW         | John "Bradshaw" Layfield (Raw) ha sconfitto Kofi Kingston (ECW)                                          |
| Mr. Kennedy  | SmackDown! | Raw         | Edge (SmackDown) ha vinto una Battle royal eliminando per ultimo John Cena (Raw)                         |
| Triple H     | SmackDown! | Raw         | Edge (SmackDown) ha vinto una Battle royal eliminando per ultimo John Cena (Raw)                         |